# Great Western Distillery
Die Great Western Distillery war eine US-amerikanische Whiskey-Destillerie in Peoria, Illinois. Die Destillerie war zur Zeit ihres Baus 1881 die größte Whiskey-Destillerie der Welt. Ihr Gründer Joseph Greenhut baute auf ihrem Erfolg den Whiskey Trust auf, der zur Jahrhundertwende zum 20. Jahrhundert den Whiskey-Markt der USA dominierte. Heute produziert dort der Agrarkonzern Archer Daniels Midland dort Industriealkohol und Treibstoff, aber auch Neutralalkohol der unter anderem zu bekannten Wodka- und Gin-Marken weiterverarbeitet wird.

## Geschichte
Seit der Mitte des 19. Jahrhunderts entwickelte sich in Peoria eine Alkoholindustrie, die Peoria zeitweise zur Whiskeyhauptstadt der Welt machte. Die Steuereinnahmen, die die USA aus Peoria bezogen, überstiegen die jeder anderen Stadt, zwischen 1837 und 1919 arbeiteten insgesamt 73 verschiedene Brennereien in der Stadt. Der Einwanderer Joseph Greenhut aus Österreich zog in diese Stadt, um seine eigene Destillerie zu eröffnen. Greenhut ließ 1881 die Great Westen Distillery bauen. 1887 vereinigte sich diese mit 65 anderen Brennereien zum Whiskey Trust dessen Präsident Greenhut wurde. Der Trust dominierte für einige Jahre den Markt und zwang zahlreiche Konkurrenten zur Geschäftsaufgabe. Auch wenn die Existenz des Trust damals noch legal war – der Sherman Antitrust Act trat erst 1890 in Kraft – waren es viele seiner Geschäftspraktiken nicht. Unter anderem brannten auffällig viele Destillerien ab, die sich weigerten dem Trust beizutreten. Aufgrund legaler und finanzieller Schwierigkeiten des Trusts verließ Greenhut 1895 das Unternehmen, nicht jedoch ohne vorher die amerikanische Destillerielandschaft entscheidend verändert zu haben.
Nach dem Ende der Prohibition 1933 kaufte das kanadische Unternehmen Hiram Walker & Sons die Brennerei. Die Kanadier rissen das ursprüngliche Destilleriegebäude nieder, der Neubau war wiederum die größte Destillerie der Welt. Archer Daniels Midland erwarb das Destilleriegebäude 1982.